# Mohammed al-Dosari
Mohammed Barak al-Dosari (arab. ‏محمد الدوسري (عداء)‎, ur. 12 sierpnia 1961) – saudyjski lekkoatleta, specjalizujący się w biegu na 3000 metrów z przeszkodami.
Brał udział w mistrzostwach świata 1991 oraz na Igrzyskach Olimpijskich w 1988 i 1992.